# Cuevas del Becerro
Cuevas del Becerro er en by og kommune i det sydlige Spanien i provinsen Málaga. Den har et indbyggertal på 1.605 (2024) indbyggere.